# First in Line
First in Line är ett svenskt hardcoreband från Linköping som existerade 1994-2000 och som startade om igen 2008.

## Historia
First in Line startade ursprungligen som Prehistoric våren 1988 med Timor Tanriverdi på trummor, Jörgen Sjöström på gitarr, Stefan Angeltorp på sång och Errol Tanriverdi på bas. Efter ett par år slutade Stefan och Henrik Hane tog över sången. Dessutom började Nikola Rasic som sologitarrist och så fortsatte Prehistoric fram till 1993 då Nils Javefors tog över sången. Prehistoric släppte en Split-CD med Allena 1993 och medverkade på diverse samlingsskivor fram till 1994 då bandet åter bytte sångare, denna gång till Niklas Gunnrin och samtidigt ändrade namn till First in Line. 1998 tog Errol över sången i samband med att första singeln I Know släpptes och 1999 släpptes singeln Backside/F.I.L.

## Nutid
F.I.L återbildades i samband med musikföreningen Oljuds avskeds-gig 2008 och spelar fortfarande hardcore-punk med 80's doft.
De återfinns på facebook, på twitter och på firstinline.se

### Medlemmar
- Errol Tanriverdi, vokalljud
- Timor Tanriverdi, trummor
- Jörgen Sjöström, gitarr
- Patric Lind, bas

## Diskografi

### Album
- 1996 - LKPG HARDCORE - Where We Belong (samlingsskiva)

### EP (typ)
- 1999 - I Know
- 1999 - Backside/F.I.L - split
- 2012 - In the land of filth and honey
- 2014 - ...We are watching
- 2018 - Wake up!
- 2023 - Two sides of the same coin, False prophets
- 2024 - A Fair Warning EP (part of  4 - Way Split - Honor Roll of Hits LP)

### LP (typ)
- 2025 - Connect The Dots LP